# Марко Печерник (Гробокопач)

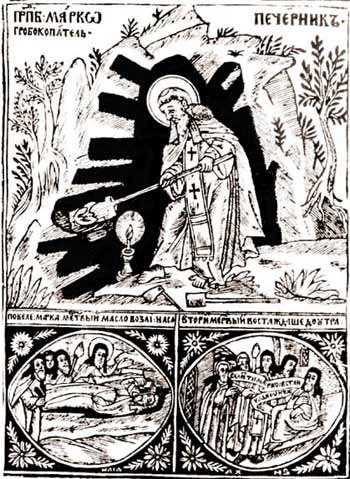
Марко Печерник (Гробокопач)

Марко Печерник (Гробокопач) (XI - XII ст., Київ) — древньоруський православний святий, чернець Печерського монастиря. Преподобний Марко копав для померлої братії могили в печерах, тому й має прізвисько Гробокопач. Він був учасником перенесення мощей преп. Феодосія в Успенський собор. Марко ніколи не брав грошей за свою роботу, а якщо й одержував щось — роздавав усе бідним. Прославився чудотворіннями, наказуючи померлим вставати й рухатись (історія з Іоаном та Феофілом). Похований у викопаній ним самим печерній могилі. 

В акафісті всім Печерським преподобним про нього сказано: 
|  | Радуйся, Марку, твої бо чесні руки гроби святим копали, твого голосу мертві слухали |

Преподобний Марко помер у віці 35-40 років.
Мощі його спочивають у Ближніх печерах. 
Зберігся хрест-релікварій, що, за переказом, належав прп. Марку. 
Життя і чернечий подвиг прп. Марка одержали відображення в монументальних розписах лаврських храмів.
Пам'ять 28 вересня та 29 грудня. 